# FLOPS
FLOPS (od ang. floating point operations per second, operacje zmiennoprzecinkowe na sekundę) – jednostka mocy obliczeniowej komputerów, używana szczególnie w zastosowaniach naukowych. Jest bardziej uniwersalna od wcześniej używanej jednostki MIPS, oznaczającej liczbę rozkazów procesora wykonanych na sekundę.
FLOPS nie jest jednostką SI, ale można go interpretować jako jednostkę o wymiarze 1/s.

## Pomiar mocy obliczeniowej
FLOPS może być używane w różnych znaczeniach, w zależności od sposobu jego wyznaczania. Różne układy elektroniczne mogą mieć różne zestawy dostępnych operacji i reprezentować liczby zmiennoprzecinkowe z różną dokładnością. Dlatego do porównywania mocy obliczeniowej używa się zwykle testów wzorcowych. Przykładem takiego testu jest LINPACK używany do porównywania wydajności superkomputerów. Wadą testu LINPACK jest niemożność porównywania wydajności superkomputerów, których architektura uniemożliwia uruchomienie testu (przykładowo Anton, MDGRAPE-3).

| nazwa      | symbol | mnożnik |
| ---------- | ------ | ------- |
| megaflops  | MFLOPS | 106     |
| gigaflops  | GFLOPS | 109     |
| teraflops  | TFLOPS | 1012    |
| petaflops  | PFLOPS | 1015    |
| eksaflops  | EFLOPS | 1018    |
| zettaflops | ZFLOPS | 1021    |
| jottaflops | YFLOPS | 1024    |

## Historia mocy obliczeniowej
Rozwój technologii półprzewodnikowych powoduje wykładniczy wzrost mocy obliczeniowej kolejnych generacji komputerów, trwający nieprzerwanie od lat 60. XX wieku, kiedy to najwydajniejsze komputery miały moc wyrażaną w MFLOPS (milionach operacji na sekundę). Pierwszym komputerem o mocy obliczeniowej powyżej 1 GFLOPS był Cray-2, wyprodukowany przez Cray Research w 1985. Pierwszym komputerem o mocy obliczeniowej powyżej 1 TFLOPS był ASCI Red, wyprodukowany przez Intel w 1997. Pierwszym komputerem o mocy obliczeniowej powyżej 1 PFLOPS był Roadrunner, wyprodukowany przez IBM w 2008.
Aktualny rekord należy do amerykańskiego komputera Frontier o mocy 1,102 EFLOPS.
Najszybszym superkomputerem w Polsce jest Helios będący własnością Akademickiego Centrum Komputerowego Cyfronet Akademii Górniczo-Hutniczej w Krakowie o wydajności 35 PFlops. Poprzedni rekord Polski to 7,7 PFLOPS – należał do superkomputera Athena, umieszczonego na krakowskiej AGH.
Sumaryczna moc obliczeniowa 500 największych superkomputerów z listy TOP500 w czerwcu 2020 wynosiła 2,2 EFLOPS.